# Trichogramma tshumakovae
Trichogramma tshumakovae är en stekelart som beskrevs av Sorokina 1984. Trichogramma tshumakovae ingår i släktet Trichogramma och familjen hårstrimsteklar.
Artens utbredningsområde är Iran. Inga underarter finns listade i Catalogue of Life.